# Абдулин, Авхат Асхатович
Авхат Асхатович Абдулин (род. 30 сентября 1957) — советский футболист, полузащитник, узбекистанский футбольный тренер.

## Биография
Воспитанник футбольных секций города Кызыл-Кия. Служил в Советской Армии.
В соревнованиях мастеров дебютировал в 21-летнем возрасте, в 1979 году в составе фрунзенской «Алги» в первой лиге, но сыграл за клуб только один матч — 3 августа 1979 года против «Памира». В том же сезоне в составе сборной Киргизской ССР принимал участие в турнире Спартакиады народов СССР.
C 1981 года в течение девяти сезонов выступал за ферганский «Нефтяник» во второй лиге, провёл в первенствах страны 288 матчей и забил 61 гол. Лучший личный результат — 18 забитых голов в сезоне 1983 года. Неоднократный победитель (1981, 1983, 1987, 1988, 1989) и призёр зональных турниров второй лиги.
В конце игровой карьеры в течение недолгих периодов выступал за «Кайсар», «Навбахор» и «Багдадчи».
Работал главным тренером в клубах Узбекистана — «Атласчи», «Касансай», «Шахрихан», «Коканд», в том числе в высшем дивизионе. С «Кокандом» в 2001 году стал победителем первой лиги и вывел клуб в высшую.
В дальнейшем перебрался в Россию. В 2010-е годы работает директором и главным тренером любительского клуба «Нефтяник» (Новоспасское). Неоднократно приводил команду к победам в чемпионате и Кубке Ульяновской области, признавался лучшим тренером области.